# Heptagenia culacantha
Heptagenia culacantha är en dagsländeart som beskrevs av Evans, Botts och Seville Flowers 1985. Heptagenia culacantha ingår i släktet Heptagenia och familjen forsdagsländor. Inga underarter finns listade i Catalogue of Life.